# Józef Marchocki

herb Ostoja

Józef Marchocki herbu Ostoja (ur. 1776, zm. po 1850) – oficer austriacki, napoleoński, powstaniec listopadowy, autor pamiętników.
Przed 1809 prawdopodobnie brał udział w armii duńskiej lub austriackiej. W początkach czerwca 1809 w oddziale Piotra Strzyżewskiego w Tarnopolu organizował batalion piechoty. Ranny w bitwie pod Wieniawką. W 1813 VII kpt i dowódca 5 pułku galicyjskiego i francuskiego. Od 28 grudnia 1809 – w 12 pułku. Odznaczony Orderem Virtuti Militari.
W 1812 kapitan i dowódca 12 pułku, 5 października 1812 został odznaczony Orderem Legii Honorowej. W latach 1817–1830 - kapitan w Korpusie Żandarmerii. W 1831 w oddziałach powstańczych na Podolu w okolicy miasta Zamiechów. 